# 云麓漫钞
《云麓漫钞》是宋代赵彦卫所著的笔记，共十五卷，成书于南宋开禧二年（1206年）。文体形式与沈括《梦溪笔谈》相似，每一卷是一篇长文，段落连段落，不空行，不分章节，每个段落写一个主题，但没有小标题。内容包括唐宋历史、地理、人物、风俗、物产、动植物、阴阳八卦、文物、考据等。
- 诗词：晨风诗、诗言：不显文王、
- 地理：卢龙河、 随州大洪山、洞庭山有山水之分、南嶽有三、石头城有二、 盐池在中条山之北、补陀落迦山
- 阴阳五行：人受天地之中以生、九宫推移之法
- 易经，占卜：今人折竹长寸余者三、左传筮卦、易解、六九之数、大衍论、辩易九六论
- 史料：  绍兴中、唐开文学馆
- 祭祀： 周礼有五齐三酒、古人祭器、五祀
- 制度：百里之长、国朝州郡役人之制、直省官、 选人之制、汉以丞相、国初公状之制、国朝印制
- 佛经：金刚经凡有六译
- 海运：福建市舶司、真腊亦名真里富。
- 都城：长安图、汉都城、隋都城、皇城、唐大明宫
- 历法：汉律历志、历家用算、周以夏四月为正月
- 绘画，书法：宣和书画学之制、唐人书法皆有楷法
- 音乐：古十二律、十二律图、六律名
- 传记：李氏自号易安居士
- 兵法，军制：汉高之兴、契丹用兵、请盟录载女直用兵之法、本朝军制、唐制：诸州有军
- 文字：古碑有重、大刀黄布文
- 风俗： 国忌行香、诞圣节、魏晋以前不为生日
- 财经：后魏孝庄时用钱稍薄
- 考据：诗：“齿如瓠犀”、五谷之名
- 衣巾：襆頭之制、古人带冠
- 茶：陆羽茶经

## 书目
- （宋） 赵彦卫著 《云麓漫钞》 傅根清校點 中华书局 1996  ISBN 7101012256